# Ventspils
Ventspils er en by i det nordvestlige Letland med omkring 32.634 (2024) indbyggere. Byen er opkaldt efter floden Venta, der løber gennem byen. De første optegnelser om Ventspils stammer fra 1290, og byen fik bystatus i 1378. Ventspils udviklede sig fra at være en tysk ordensborg og blev første gang nævnt i 1290. Byen blev en vigtig handelsby i Hansestæderne.
Ventspils er en vigtig isfri havn. Store mængder olie og andre mineralressourcer fra Rusland bliver lastet på skibe i Ventspils. Overskuddet fra havneaktiviteterne har gjort Ventspils til den rigeste by i Letland.
Tredive kilometer nord for Ventspils er der en tidligere sovejtisk radioastronomisk installation Ventspils Internationale Radioastronomicenter. Eksistensen af dette center var ukendt af de fleste letter før tilbagetrækningen af Sovejtiske tropper i 1994.
Byen har et basketballhold, der har vundet det lettiske mesterskab flere gange i de sidste år. I 2001/2002-sæsonen fik holdet en tredjeplads i den nordeuropæiske basketballliga (NEBL). Ventspils har ligeledes et fodboldhold FK Ventspils, der spiller i den bedste lettiske række, Virsliga. I 2006-sæsonen vandt holdet sit første lettiske mesterskab.
Ventspils Lufthavn, en af tre internationale lufthavnen i Letland ligger i byen.
Ventspils' borgmester er Aivars Lembergs.
I 2004 var Ventspils vært for en multinationel (USA, United Kingdom, Polen, Sverige, Rusland, Letland, Danmark, Finland, Norge) flådeøvelse kaldet Baltic Operations XXXIII (BALTOPS). Styrkerne var ledet af Krydserene USS Anzio og destroyeren USS Cole (DDG-67). Det var første gang siden uafhængigheden at amerikanske fartøjer besøgte havnen i Ventspils.

## Venskabsbyer
Ventspils opretholder forbindelser til følgende venskabsbyer:
- Västervik, Sverige
- Stralsund, Tyskland
- Lorient, Frankrig

## Kendte bysbørn
- Dzintars Ābiķis – politiker
- Aivars Lembergs – borgmester siden 1988